# 1676
| 1676               |
| ------------------ |
| Dødsfald - Fødsler |
| • Begivenheder     |

| Gregoriansk kalender | 1676 MDCLXXVI           |
| Ab urbe condita      | 2429                    |
| Armensk kalender     | 1125 ԹՎ ՌՃԻԵ            |
| Kinesiske kalender   | 4372 – 4373 乙卯 – 丙辰 |
| Etiopisk kalender    | 1668 – 1669             |
| Jødisk kalender      | 5436 – 5437             |
| Hindukalendere       |                         |
| - Vikram Samvat      | 1731 – 1732             |
| - Shaka Samvat       | 1598 – 1599             |
| - Kali Yuga          | 4777 – 4778             |
| Iransk kalender      | 1054 – 1055             |
| Islamisk kalender    | 1087 – 1088             |

Konge i Danmark: Christian 5. 1670-1699 – Danmark i krig: Skånske Krig 1675-1679
Se også 1676 (tal)

## Begivenheder

### Marts
- 11. marts – Griffenfeld fængsles

### Maj
- 26. maj - Peder Schumacher Griffenfeld fradømmes ære, liv og gods for bestikkelse, salg af embeder og højforræderi

### Juni
- 6. juni - den dødsdømte Griffenfeld benådes på skafottet
- 29. juni - Christian 5. og den danske hær landstiger ved Rå i Skåne og indleder den Skånske Krig i et forsøg til at tilbageerobre de gamle danske landområder

### August
- 17. august – Slaget ved Halmstad (Fyllebro)

### November
- 21. november – Den danske astronom Ole Rømer fremlægger sin opdagelse om "lysets tøven"

### December
- 4. december – Slaget ved Lund